# Meziopštinský historický archiv Šabac

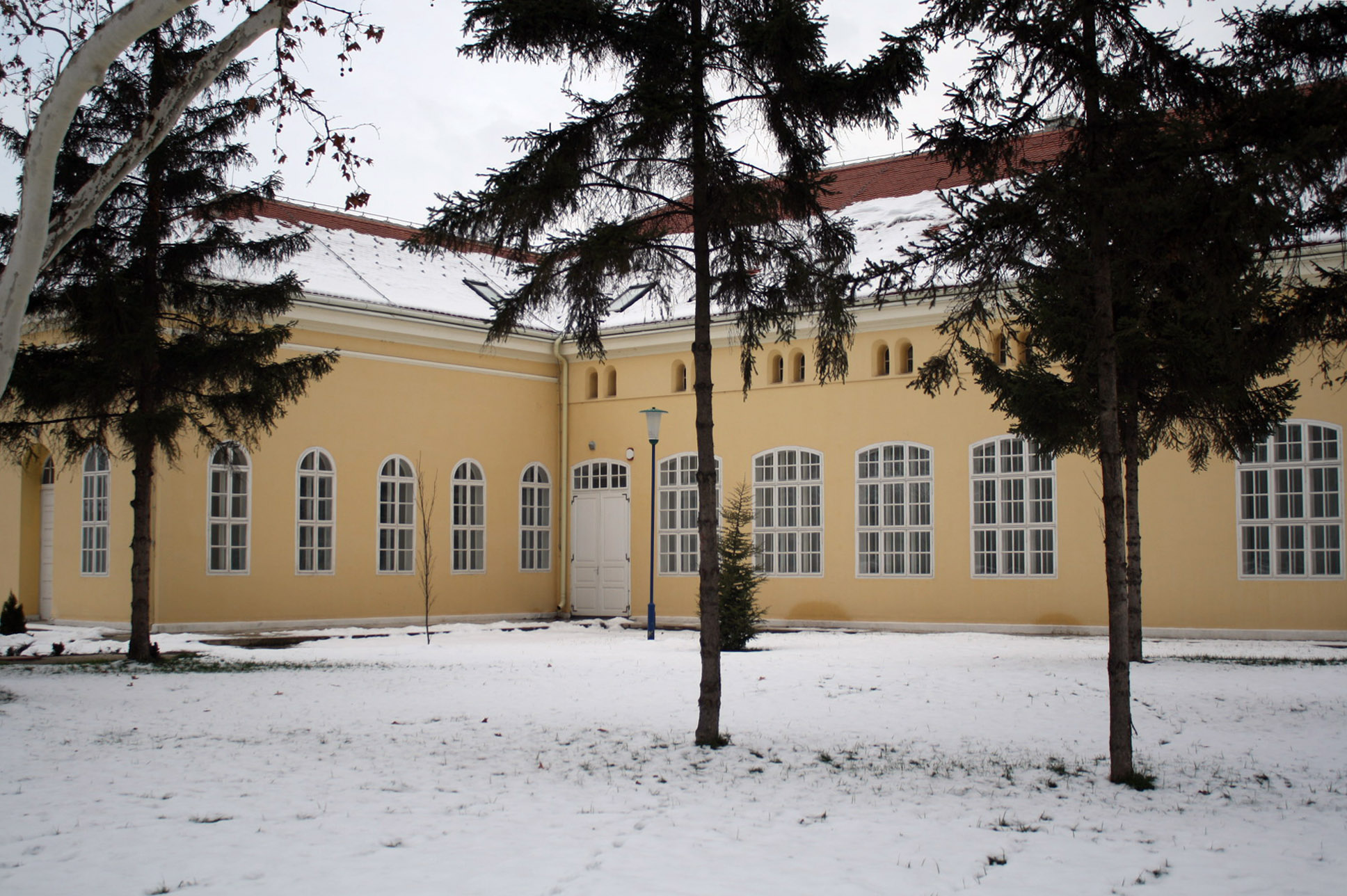
Areál budovy historického archivu v Šabaci.

Meziopštinský historický archiv Šabac (srbsky Међуопштински историјски архив Шабац) je kulturní instituce všeobecného významu, která se věnuje ochraně, uspořádání a archivování na území Mačvanském okruhu v Srbsku. Svoji příslušnost má jako archivní instituce pro obce (opštiny) Šabac, Bogatić, Vladimirci, Koceljeva, Loznica, Ljubovija, Krupanj a Mali Zvornik.

## Historie
V roce 1939 bylo při místním muzeu vytvořeno archivní oddělení městského muzea, které bylo činné ve spolupráci s místní národní knihovnou a čítárnou. Moderní archiv zde byl založen na základě Všeobecného zákona o archivech a Zákonu o státních archivech Lidové republiky Srbsko. Stalo se tak na začátku roku 1952. Od roku 1957 získal působnost pro celý Mačvanský okruh, nicméně nezměnil svůj název. Jeho budova se nacházela historicky na několika různých místech, posledním sídlem se stal objekt známý jako stará nemocnice. Budova archivu byla rekonstruována v roce 2008. 